# موسی مونتیفیوری

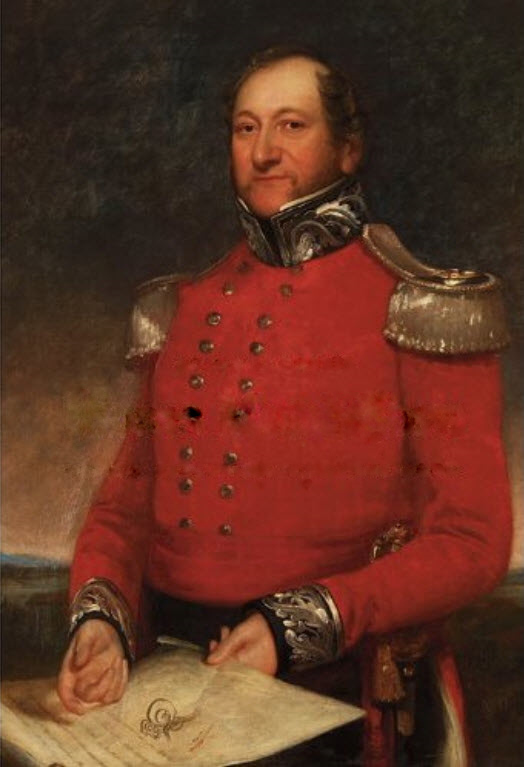
سر موسی مونتیفیوری در میانسالی

سر موسی مونتیفیوری بارون اول (به انگلیسی: Sir Moses Haim Montefiore, 1st Baronet) (زاده ۲۴ اکتبر ۱۷۸۴ - درگذشته ۲۸ ژوئیه ۱۸۸۵) یک بانکدار ایتالیایی-انگلیسی، فعال اجتماعی، نیکوکار و کلانتر لندن بود.
او در خانواده‌ای از یهودیان ایتالیا به دنیا آمده بود منابع مالی زیادی صرف توسعه صنعت، تجارت، اقتصاد، آموزش و پرورش و سلامت جامعه یهودیان در سرزمین شام (اسراییل امروزی) نمود. او اولین مرکز استقرار یهودیان را در اسراییل به نام میشکنوت شاانانیم در سال ۱۸۶۰ میلادی تشکیل داد. او همچنین رئیس انجمن نمایندگان یهودیان انگلستان بود و در شکلگیری ایده‌های اولیه جنبش صهیونیزم نقش زیادی داشت.

## زندگینامه

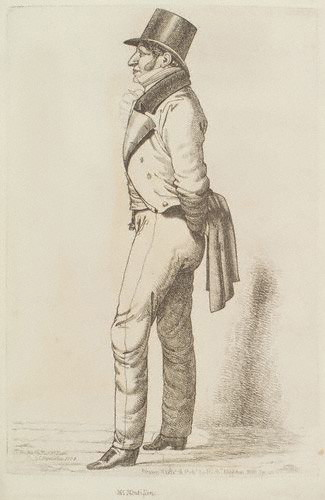
موسی مونتیفیوری در سال ۱۸۱۸.

او در سال ۱۷۸۴ در لیورنو ایتالیا در یک خانواده یهودی به دنیا آمد. پدربزرگ او موسی ویتا مونتیفیوری در سال ۱۷۴۰ به لندن مهاجرت کرده بود و لیکن دارای ارتباط زیادی با ایتالیا بود. مونتیفیوری زمانی که پدرش جوزف الیاس مونتیفیوری و مادرش راشل که دختر آبراهام موکاتا که بانکدار یهودی بسیار قدرتمندی در لندن بود برای سفر به ایتالیا رفته بودند به دنیا آمد. او اولین فرزند آنان بود. خانواده او به لندن بازگشتند و او به مدرسه رفت و تاجر چای شد. او سپس به اداره آمار رفت و در محله سیتی لندن یکی از ۱۲ یهودی دلال بود که از شهر مجوز داشتند. برادر او آبراهام هم به تجارت او پیوست و شرکت آنان بسیار معروف شد. در ۱۸۱۲ او با جودیت کوهن دختر لوی بارنت کوهن ازدواج کرد. خواهر او هنریت (حنا) با ناتان میر روثشیلد ازدواج نمود و مونتیفیوری با روثشیلد روابط تجاری خود را گسترش داد. او در سال ۱۸۲۴ از تجارت بازنشسته شد. او که قد بسیار بلندی داشت (۱۹۱ سانتیمتر) کلانتر شهر لندن شد و تا ۱۸۳۸ این سمت را ادامه داد. در این زمان او شوالیه شد و از ملکه ویکتوریا به دلیل فعالیت‌های خود برای جامعه یهودی لقب بارون دریافت کرد. او با اینکه در جوانی خیلی به مسائل مذهبی اهمیت نمی‌داد در سال ۱۸۲۷ به ارض مقدس رفت و از این زمان به شدت مذهبی شد. او حتی دارای یک قصاب خاص بود که به همراه او مسافرت می‌رفت تا مطمئن شود گوشتی که مصرف می‌کند کوشر است. در سال ۱۸۳۱ او یک ویلای ۲۴ هکتاری در رمزگیت خرید. این ویلا قبلاً در اختیار ملکه کارولین در زمانی که او شاهزاده ولز بود بود. او در این زمان زمین همسایه ویلا را نیز خریداری کرد و یک کنیسه شخصی به نام کنیسه مونتیفیوری ایجاد کرد. او در سال ۱۸۸۵ در سن ۱۰۰ سالگی درگذشت. خواهر زاده او یوسف صباغ مونتیفیوری وارث او شد.

## مسائل اجتماعی

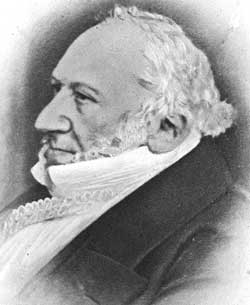
موسی مونتیفیوری

بعد از بازنشسته شدن از تجارت در سال ۱۸۲۴ مونتیفیوری وقت خود را به فعالیت‌های اجتماعی مشغول کرد. او رئیس انجمن نمایندگان یهودیان انگلستان شد و به مدت ۳۹ سال این ریاست را بر عهده داشت. در تجارت او موفق شد که لوله کشی گاز برای ایجاد روشنایی در شهرهای اروپا انجام دهد. او در بین موسسان بیمه زندگی آلیانس و رئیس بانک ایرلند بود. او از زمان بازنشستگی درصد زیادی از وقت خود را به وضعیت یهودیان در کشورهای خارج پرداخت. او در سال ۱۸۴۰ به ترکیه عثمانی رفت تا با سلطان دیدار کند و ده یهودی را که به جرم استفاده از خون مسلمانان برای پختن نان متهم شده بودند آزاد کند. او در سال ۱۸۵۸ به ایتالیا رفت تا یک جوان یهودی به نام ادگاردو مورتارا را از دست کلیسای کاتولیک نجات دهد. از این رو او در بین یهودیان شهرت زیادی داشت. چارلز دیکنز در خاطرات خود از مونتیفیوری نام برده است. او فعالیت‌های زیادی در خاورمیانه برای رفع قوانین ضد یهودی انجام داد.

## در ایران

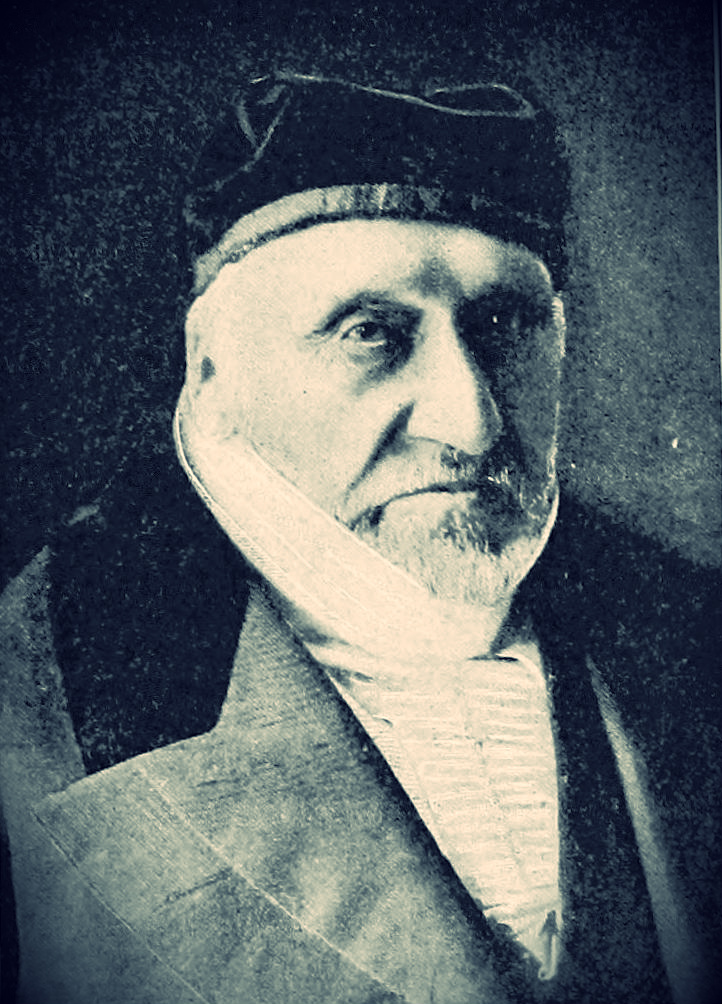
مونتیفیوری در سن ۱۰۰ سالگی

مونتیفیوری با یهودیان ایران در قرن ۱۹ بسیار در ارتباط بود. گروهی از یهودیان همدان در سال ۱۸۴۰ سفیری برای ملاقات با مونتیفیوری فرستادند و از او درخواست کمک برای مقابله با آزار و اذیت مسلمانان نمودند. مونتیفیوری با سفیر انگلستان در ایران سر ویلیام تامسون در ارتباط نزدیک بود و او را برای مقابله با هر نوع آزار و اذیت یهودیان در ایران می‌فرستاد. مونتیفیوری در سال ۱۸۷۳ در لندن با ناصرالدین شاه قاجار دیدار کرد و موفق شد او را متقاعد کند که قوانین تبعیض‌آمیز شریعت اسلام در زمینه مالیات جزیه را لغو کرده و به یهودیان ایران حقوق برابر دهد. ناصرالدین شاه رسماً اعلام کرد که از این تاریخ یهودیان دارای حقوق مساوی خواهند بود. هر چند که این حرف به دلیل مخالفت شدید علمای شیعه و اکثریت مردم ایران به مدت زیادی به تعویق افتاد.

## در اسراییل
مونتیفیوری به سرزمین مقدس علاقه خاصی داشت و به آنجا هفت بار سفر کرد. او در سال‌های ۱۸۲۷، ۱۸۳۸، ۱۸۴۹، ۱۸۵۵، ۱۸۵۷، ۱۸۶۶ و ۱۸۷۵ از سرزمین اسراییل بازدید کرد. او با اینکه در سال ۱۸۲۷ تنها چند روز را در اورشلیم سپری کرد ولیکن این سفر زندگی او را متحول کرد. او به شدت مذهبی شد و از این زمان تمامی قوانین یهودی را به شدت رعایت می‌کرد. در سال ۱۸۵۴ دوست آمریکایی او یهودا تورو که بسیار ثروتمند بود درگذشت و وصیت او که گسترش مهاجرت یهودیان به سرزمین اسراییل بود به دست مونتیفیوری افتاد. او این ثروت را برای انجام پروژه‌های زیادی برای یهودیان صرف کرد. او در سال ۱۸۵۵ در بیرون از جفا مدرسه‌ای برای آموزش کشاورزی به یهودیان تأسیس نمود. او در سال ۱۸۶۰ اولین اقامتگاه و مدرسه یهودی را در بیرون از شهر قدیمی اورشلیم تأسیس کرد. مونتیفیوری به خانواده‌های فقیر کمک می‌کرد که به این مکان بروند. مونتیفیوری ثروت بسیار زیادی صرف توسعه اقتصادی، صنعتی، اجتماعی، آموزشی و سلامتی برای یهودیان فلسطین کرد. بیشتر کارکنان این پروژه‌ها از انگلستان آورده می‌شدند. این برنامه‌ها برای خودکفایی یهودیان برای ایجاد سرزمین یهودی در آینده بود. او همچنین تلاش کرد که زمین‌های زیادی برای کشاورزی یهودیان خریداری کند ولیکن دولت عثمانی جلوی فروش زمین مسلمانان به غیرمسلمان را گرفت.

## یادبود

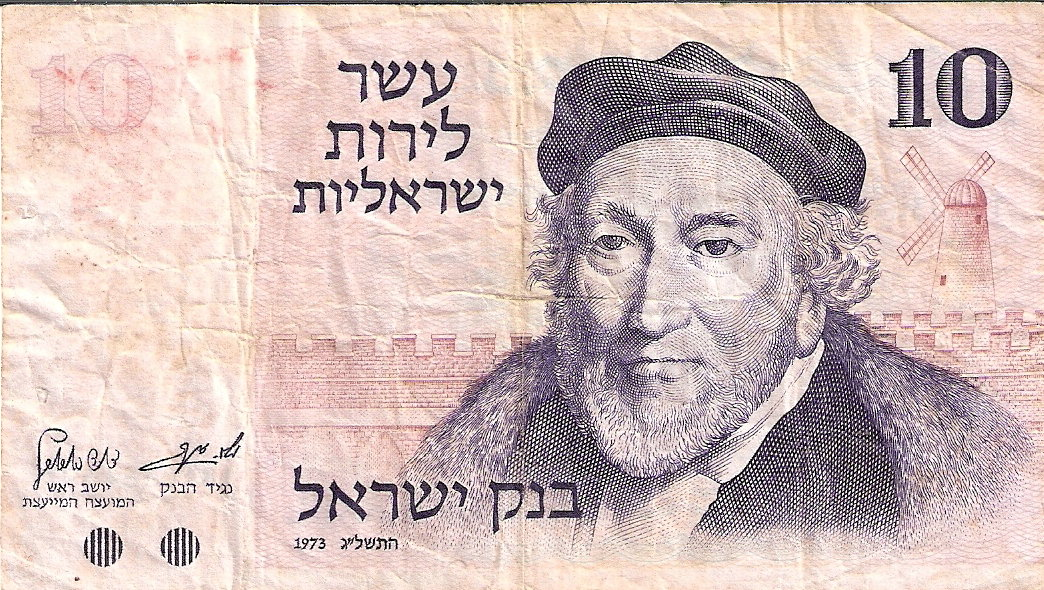
تصویر مونتیفیوری بر روی پول اسراییل

مرکز پزشکی مونتیفیوری در برونکس نیویورک به نام او نامگذاری شده‌است. یک شاخه دانشگاه پیتزبرگ نیز به نام او است. تعداد زیادی کنیسه در بسیاری شهرهای آمریکا به نام او نامگذاری شده‌اند. در اسراییل نیز خیابان‌های زیادی به نام او است. همچنین تصویر او بر روی چندین اسکناس تصویر شده‌است.

## هوش بالا
مونتیفیوری به داشتن هوش بسیار زیاد مشهور بود. یک داستان معروف در مورد او این است که در یک مهمانی او کنار فردی نشسته بود که به یهودستیزی معروف بود. او به مونتیفیوری گفت که از ژاپن برگشته است و در آنجا "آنها نه خوک و نه یهودی دارند". مونتیفیوری فوراً پاسخ داد "در این صورت من و شما باید فوراً به آنجا برویم تا از هر کدام از این‌ها یکی وجود داشته باشد"